# 上三緒駅
上三緒駅（かみみおえき）は、福岡県飯塚市上三緒にある、九州旅客鉄道（JR九州）後藤寺線の駅である。駅番号はJJ02。

## 歴史
- 1902年（明治35年）6月15日：初代九州鉄道が貨物駅として開設[2]。
- 1907年（明治40年）7月1日：初代九州鉄道の国有化により帝国鉄道庁に移管[3]。
- 1909年（明治42年）10月12日：線路名称制定により筑豊本線（貨物支線）となる[4]。
- 1920年（大正9年）5月10日：旅客業務取扱開始し同時に筑豊本線から分離され漆生線所属駅となる[2]。
- 1943年（昭和18年）7月1日：産業セメント鉄道が戦時買収されたのに伴い、後藤寺線に改称[5]。
- 1964年（昭和39年）2月25日：当駅分岐の貨物支線が廃止[4]。
- 1982年（昭和57年）11月15日：貨物取扱廃止[6]。
- 1984年（昭和59年）2月1日：駅員無配置駅となる[7][8]。
- 1987年（昭和62年）4月1日：国鉄分割民営化によりJR九州が継承[9]。

## 駅構造
かつては貨物支線（筑前山野方面）も分岐し交換設備も存在したが、現在は単式ホーム1面1線でホーム脇に一見車掌車風の簡易駅舎が設置されているだけの無人駅である。ホームにベンチ等は無い。構内には交換設備や側線跡も残る。
単一ホームであるが、前後の緩和曲線がある関係で、快速はやや高速の惰性走行で通過する。
近距離きっぷの自動券売機が設置されていたが現在は撤去されている。

## 利用状況
2016年度の1日平均乗車人員は60人である。
| 乗車人員推移 | 乗車人員推移 |
| 年度         | 1日平均人数  |
| ------------ | ------------ |
| 1962年       | 780          |
| 2007年       | 90           |
| 2008年       | 79           |
| 2009年       | 82           |
| 2010年       | 79           |
| 2011年       | 82           |
| 2012年       | 74           |
| 2013年       | 68           |
| 2014年       | 66           |
| 2015年       | 60           |
| 2016年       | 60           |

## 駅周辺
県道側には住宅地が、遠賀川側には田や畑が大きく広がる。住宅地の奥には太陽光発電所がある。なお、住宅地となっている所にはかつて、麻生上三緒炭鉱雁石（がんじゃく）坑という炭鉱があった。
- 上三緒郵便局
- 飯塚庄内田川バイパス（国道201号）
- 福岡県道402号飯塚山田線
- 福岡県道414号鶴三緒田川線
- 小鳥塚[12]
- 遠賀川

### バス路線
福岡県道402号線沿いに「上三緒郵便局」「桜ケ丘」停留所があり、西鉄バスの上山田線が経由する。なお、2012年3月までは、飯塚市コミュニティバス頴田・庄内地区下廻り線の運行があり、駅付近には「上三緒駅」停留所があった。

## 隣の駅
九州旅客鉄道（JR九州）
 後藤寺線
■快速
通過
■普通
新飯塚駅 (JJ01) - 上三緒駅 (JJ02) - 下鴨生駅 (JJ03)

### かつて存在した路線
日本国有鉄道
後藤寺線（貨物支線）
上三緒駅 - 筑前山野駅